# Metilenetetraidrofolato deidrogenasi (NADP+)
La metilenetetraidrofolato deidrogenasi (NADP+) è un enzima appartenente alla classe delle ossidoreduttasi, che catalizza la seguente reazione:
5,10-metilenetetraidrofolato + NADP+ ⇄ 5,10-meteniltetraidrofolato + NADPH + H+
Negli eucarioti si presenta come un enzima trifunzionale, che comprende anche un'attività da meteniltetraidrofolato cicloidrolasi (numero EC 3.5.4.9) e formato-tetraidrofolato ligasi (numero EC 6.3.4.3). In alcuni procarioti l'enzima è bifunzionale e contiene solo l'attività da meteniltetraidrofolato cicloidrolasi.